# Caterina Assandra
Caterina Assandra (ur. ok. 1590 w Pawii, zm. po 1618 w Lomello) – włoska benedyktynka (imię zakonne Agata) i kompozytorka. Znana z zachowanej księgi Motetti à due, & tre voci, op.2 (wyd. Mediolan, 1609). 

## Życiorys i twórczość
Caterina Assandra urodziła się około 1590 roku w Pawii. 
Około 1609 roku pobierała lekcje muzyki u prywatnych nauczycieli, utrzymywanych przez jej ojca. Była najprawdopodobniej przygotowywana do życia zakonnego, ponieważ trzy lata później, gdy opublikowane zostały niektóre jej motety, wstąpiła do klasztoru Sant’Agata w Lomello, gdzie pod imieniem zakonnym Agata, kontynuowała naukę muzyki pod kierunkiem Benedetta Rè. Wspomniane motety, dedykowane biskupowi Pawii, G.B. Biglii, znalazły się w zachowanej księdze, Motetti à due, & tre voci, op.2 wydanej w Mediolanie w 1609 roku. Jej op.1 (powstały prawdopodobnie przed 1608 rokiem) zaginął, ale dwa motety: „Ave verum corpus” i „Ego flos campi”, zachowane w niemieckiej tabulaturze organowej, pochodzą prawdopodobnie z tego opusu. Niewiele wiadomo o jej życiu, ponieważ klasztor, do którego wstąpiła był stary i położony na pustkowiu. Część jej muzyki przetrwała, szczególnie w tomach muzyki sakralnej. Jest znana z emocjonalnych, poetyckich strof w swoich kompozycjach, które prawdopodobnie napisała sama. Jej utwory znalazły się w zbiorach jej mistrza, Benedetta Rè: „Salve regina” w zbiorze Vespri z 1611 roku i motet „Audite verbum Dominum” w jego księdze motetów z 1618 roku.
Caterina Assandra komponowała utwory na różne zespoły wykonawcze. Dała się poznać jako utalentowana organistka. Jej styl ukształtował się pod wpływem Benedetta Rè i lokalnego kompozytora, Agazzariego. Jej motety były często pisane na dwa soprany, alt, bas i continuo; podobieństwa między partią basu i continuo umożliwiały ich wykonywanie przez mężczyzn, jak to miało miejsce w jej klasztorze.
Zmarła po 1618 roku w Lomello.